# Somerfield

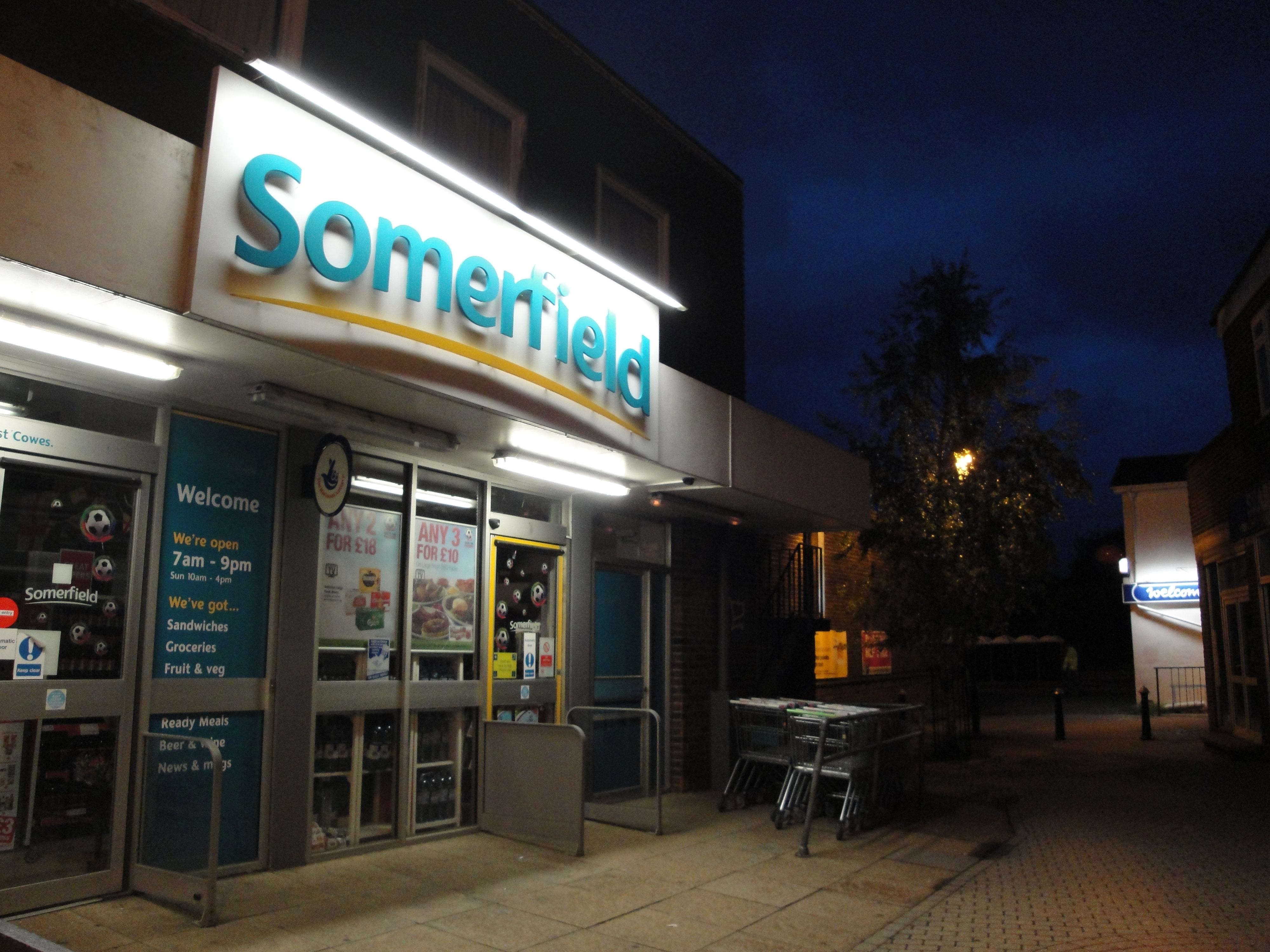
En butik på Isle of Wight.

Somerfield är en livsmedelskedja i Storbritannien. Företaget köptes upp av The Co-operative Group den 2 mars 2009 och skapade därmed Storbritanniens femte största livsmedelskedja. Somerfield-namnet kommer ersättas med The Co-Operative Food under 2010.